# Shefiu Mohamed
Shefiu Mohamed (ur. 20 maja 1956) – nigeryjski piłkarz grający na pozycji napastnika. W swojej karierze grał w reprezentacji Nigerii.

## Kariera klubowa
W swojej karierze piłkarskiej Mohamed grał w klubie Racca Rovers FC.

## Kariera reprezentacyjna
W 1980 roku Mohamed został powołany do reprezentacji Nigerii na Igrzyska Olimpijskie w Moskwie i Puchar Narodów Afryki 1980. W tym pucharze rozegrał jeden mecz, grupowy z Wybrzeżem Kości Słoniowej (0:0). Z Nigerią wywalczył mistrzostwo Afryki.